# Нижний Яловец
Нижний Яловец (укр. Нижній Яловець) — село в Селятинской сельской общине Вижницкого района Черновицкой области Украины.
До 2020 года входило в Путильский район
Население по переписи 2001 года составляло 117 человек. Почтовый индекс — 59134. Телефонный код — 3738. Код КОАТУУ — 7323586004.
Около села находится гидрологический заказник местного значения — озеро Горное Око.